# Panisala
Panisala là một chi bướm đêm thuộc họ Geometridae.